# Players Tour Championship 2015/2016
Players Tour Championship 2015/2016 spelas mellan 29 juli 2015 och 27 mars 2016.

## Schema
| Datum      | Plats      | Turnering                             | Vinnare       | Motståndare   | Resultat |
| ---------- | ---------- | ------------------------------------- | ------------- | ------------- | -------- |
| 29/7 – 2/8 | Riga       | European Tour 1 – Riga Open           | Barry Hawkins | Tom Ford      | 4 – 1    |
| 26 – 30/8  | Fürth      | European Tour 2 – Paul Hunter Classic | Ali Carter    | Shaun Murphy  | 4 – 3    |
| 7 – 11/10  | Mülheim    | European Tour 3 – Ruhr Open           | Rory McLeod   | Tian Pengfei  | 4 – 2    |
| 19 – 23/10 | Haining    | Asian Tour 1 – Haining Open           | Ding Junhui   | Ricky Walden  | 4 – 3    |
| 4 – 8/11   | Sofia      | European Tour 4 – Bulgarian Open      | Mark Allen    | Ryan Day      | 4 – 0    |
| 9 – 13/12  | Gibraltar  | European Tour 5 – Gibraltar Open      | Marco Fu      | Michael White | 4 – 1    |
| 23 – 28/2  | Gdynia     | European Tour 6 – Gdynia Open         | Mark Selby    | Martin Gould  | 4 – 1    |
| 22 – 27/3  | Manchester | Players Championship Grand Final      | Mark Allen    | Ricky Walden  | 10 – 6   |